# 디노 리시
디노 리시(Dino Risi, 1916년 12월 23일 ~ 2008년 6월 7일)는 이탈리아의 영화 감독이다. 마리오 모니첼리, 루이지 코멘치니, 난니 로이, 에토레 스콜라와 함께 이탈리안 스타일 코미디(Commedia all'italiana) 장르 영화의 거장 중 한 명이였다. 시인 네로 리시와 형제이자 영화 감독 마르코 리시의 아버지이다.

## 출연 작품
- 소단큘라 포에버 (2010)
- 아들과 함께 사는 삶 (1990)
- 살인 사건 소동 (1987)
- 소노 포토제니코 (1980)
- 주말의 연정 (1980)
- 프리모 아모레 (1978)
- 더 커리어 오브 어 챔버메이드 (1976)
- 여인의 향기 (1974)
- 하우 퍼니 캔 섹스 비? (1973)
- 산 젠나로의 작전 (1966)
- 컴플렉시스 (1965)
- 로마의 20가지 이야기 (1963)
- 이지 라이프 (1962)
- 디피컬트 라이프 (1961)
- 마타토르 (1960)
- 러브 인 로마 (1960)
- 더 위도워 (1959)
- 소렌토의 염문 (1955)
- 일 비알레 델라 스페란자 (1953)
- 도시의 사랑 (1953)
- 라 파브리카 델 두오모 (1949)
- 1848 (1948)
- 티글리오 미노레 (1947)
- 베르소 라 비타 (1946)